# Any Given Sundance
Qualquer Sundance Desses (em inglês:  Any Given Sundance, um trocadilho com o título do filme Um Domingo Qualquer) é o décimo oitavo episódio da 19ª temporada de Os Simpsons, foi ao ar em 4 de maio de 2008. É co-estrelado por Jim Jarmusch e John C. Reilly, fazendo o papel deles mesmos. Depois de Lisa fazer um filme sobre sua família para o Festival Sundance de Cinema, Homer, Marge, Bart e Maggie estão revoltados com Lisa. Enquanto isso, o Diretor Skinner e Superintendente Chalmers decidem entrar no negócio do filme.